# インクリングズ
インクリングズ（Inklings、仄聞会）は、オクスフォード大学において、文芸についての討論を行っていたグループである。メンバーはJ・R・R・トールキン、C・S・ルイスなどであった。活動期間は1930年代から1949年である。

## 概要
主にメンバーの未完成作品の読合わせと討論が行われた。トールキンの『指輪物語』、ルイスの『マラカンドラ 沈黙の惑星を離れて』、ウィリアムズの『万霊節の夜』などがインクリングズで最初に読まれた小説である。インクリングズとは、「構想途上にあってインクをぱちゃぱちゃさせているだけであったり、仄めかしを聞かせるばかりで一向に筆が進まないインク使い達」のことを洒落にしたものだとトールキンは説明している。
インクリングズの読みあわせと討論はおおむね毎週火曜の夕べにオクスフォード大のモードリン寮のルイスの部屋で行われた。また、セント・ジャイルズ通りのパブの「ザ・イーグル・アンド・チャイルド（鷲と子供亭）」に集結することでも知られた。そこは、彼らの間では「鳥と赤ん坊亭（ザ・バード・アンド・ベイビー）」、さらに略して「鳥（ザ・バード）」ともいう名で呼ばれていた。ただし、彼らはパブでは原稿は読むことはなかった。

## メンバー
- C・S・ルイス （1898年 - 1963年）
- J・R・R・トールキン  （1892年 - 1973年）
- チャールズ・ウィリアムズ（英語版） （1886年 - 1945年）
- オーウェン・バーフィールド （1898年 - 1997年）
- ネヴィル・コーギル  （1899年 - 1980年）
- W・H・ルイス （1895年 - 1973年）
- ジャーヴェス・マシュー （1905年 - 1976年）
- ジョン・ウェイン （1925年 - 1994年）
- J・A・W・ベネット （1911年 - 1981年）
- デイヴィッド・セシル卿  （1902年 - 1986年）
- ジム・ダンダス＝グラント （1896年 - 1985年）
- H・V・D・ヒューゴー・ダイソン （1896年 - 1975年）
- アダム・フォックス （1883年 - 1977年）
- コリン・ハーディ  （1906年 - 1998年）
- ロバート・E・ハバード （1901年 - 1985年）
- R・B・マッカラム （1898年 - 1973年）
- C・E・スティーブンズ （1905年 - 1976年）
- R・L・グリーン（英語版） （1919年 - 1987年）
- クリストファ・トールキン （1924年 - 2020年）
- C・L・レン （1895年 - 1969年）